# Панкрац фон Дитрихщайн
Панкрац фон Дитрихщайн (на немски: Pankraz von Dietrichstain) е австрийски благородник от род Дитрихщайн и Рабенщайн, войник и от 1480 до 1497 г. управител и съдия в дворец Волфсберг в Каринтия.

## Живот
Роден е през 1446 година. Той е син на Георг I фон Дитрихщайн († 1446) и Елизабет фон Хьофлинг. Внук е на Петер фон Дитрихщайн († сл. 1394/ок. 1417) и Доротея Гос фон Рабенщайн (* ок. 1370). Правнук е на Бернхард III фон Дитрихщайн († 1373) и Доротея фон Химелберг (* ок. 1320). Потомък е на Рудолф I фон Дитрихщайн († 1297/1320) и на Рупрехт фон Дитрихщайн († 1064).
От 1480 до 1497 г. Панкрац е хауптман и съдия в Каринтия с резиденция в дворец Волфсберг.
През 1483 г. той защитава фамилния си замък Дитрихщайн при Фелдкирхен в Каринтия срещу дългата обсада от войската на унгарския крал Матяш Корвин. Той предава двореца едва, когато получава обещанието, че там няма да се провежда вражески акт. Император Максимилиан I му дава през 1506 г. службата „наследствен мундшенк“ в Каринтия.
Панкрац фон Дитрихщайн умира на 4 септември 1508 г. на 62-годишна възраст.

## Фамилия
Панкрац фон Дитрихщайн се жени за Барбара Гусл фон Турн († 1518), дъщеря на Йохан Гусл, господар фон Турн (* ок. 1414) и Барбара фон Обритшау (* ок. 1418). Те имат децата:
- Регина, омъжена 1498 или 1507 г. за Йохан фон Тойфенбах-Епенщайн († 2 септември 1541)
- Маргарета (* ок. 1460, Рабенщайн, Каринтия), омъжена I. ок. 1478 г. за Волф Еролцхайм (* ок. 1453), II. за Йобст Вернек
- Георг († ноември 1513)
- Франц фон Дитрихщайн-Вайкселщет (* 1476; † 1550), женен 1505 г. за Барбара фон Ердлцхайм (* ок. 1479), дъщеря на сестра му Маргарета фон Дитрихщайн
- Зигмунд фон Дитрихщайн (* 12 февруари 1480/19 март 1484; † 19/29 май 1533, дворец Финкеншайн), 1. фрайхер фон Дитрихщайн, господар на Холенбург, Финкеншайн и Талбург, женен ок. 12/ 22 юли 1515 г. за Барбара фон Ротал (* 29 юни 1500; † 31 март 1550), извънбрачна дъщеря на император Максимилиан I (1459 – 1519) и Маргарета фон Рапах († 1522).